# Департамент внутренних дел Гонконга
Департамент внутренних дел Гонконга является исполнительным органом в правительстве Гонконга, специального административного района Китайской Народной Республики, ответственным за внутренние дела в регионе. Оно подотчетно Бюро внутренних дел во главе с секретарем по внутренним делам.